# Pilang (Masaran)
Pilang is een bestuurslaag in het regentschap Sragen van de provincie Midden-Java, Indonesië. Pilang telt 5055 inwoners (volkstelling 2010).